# Bezzimyia platina
Bezzimyia platina är en tvåvingeart som beskrevs av Thomas Pape och Arnaud 2001. Bezzimyia platina ingår i släktet Bezzimyia och familjen gråsuggeflugor. Inga underarter finns listade i Catalogue of Life.